# HTC Desire
HTC Desire (також відомий під назвою Bravo) — смартфон, розроблений компанією HTC Corporation, анонсований 16 лютого 2010 року. Смартфон працює на 1 ГГц процесорі Snapdragon під управлінням операційної системи Android 2.1. Він обладнаний активною OLED матрицею (AMOLED) та 5 Мпікс камерою. За винятком декількох відмінностей пристрій внутрішньо схожий на смартфон Nexus One.
Операційна система Android потенційно може використовувати апаратні можливості процесора Snapdragon для запису та відтворення відео високої роздільної здатності (720p) на екрані WVGA.

## Порівняння з HTC Nexus One
- оптичний трекбол замість фізичного
- фізичні кнопки під екраном замість сенсорних
- наявність FM-радіо
- відсутність другого мікрофону для зниження рівня шуму
- обсяг оперативної пам'яті збільшено на 64 Мб до 576 Мб
- наявність інтерфейсу HTC Sense
- за умовчанням у поставку включений Adobe Flash Lite 4
- оновлення доступні через сайт HTC, а не Google